# Марион (Канзас)
Марион (енгл. Marion) град је у америчкој савезној држави Канзас.

## Демографија
По попису из 2010. године број становника је 1.927, што је 183 (-8,7%) становника мање него 2000. године.
| Група             | 2000.         | 2010.         |
| Белци             | 2.040 (96,7%) | 1.869 (97,0%) |
| Афроамериканци    | 1 (0,0%)      | 12 (0,6%)     |
| Азијати           | 2 (0,1%)      | 2 (0,1%)      |
| Хиспаноамериканци | 29 (1,4%)     | 27 (1,4%)     |
| Укупно            | 2.110         | 1.927         |